# Konstantinsforum

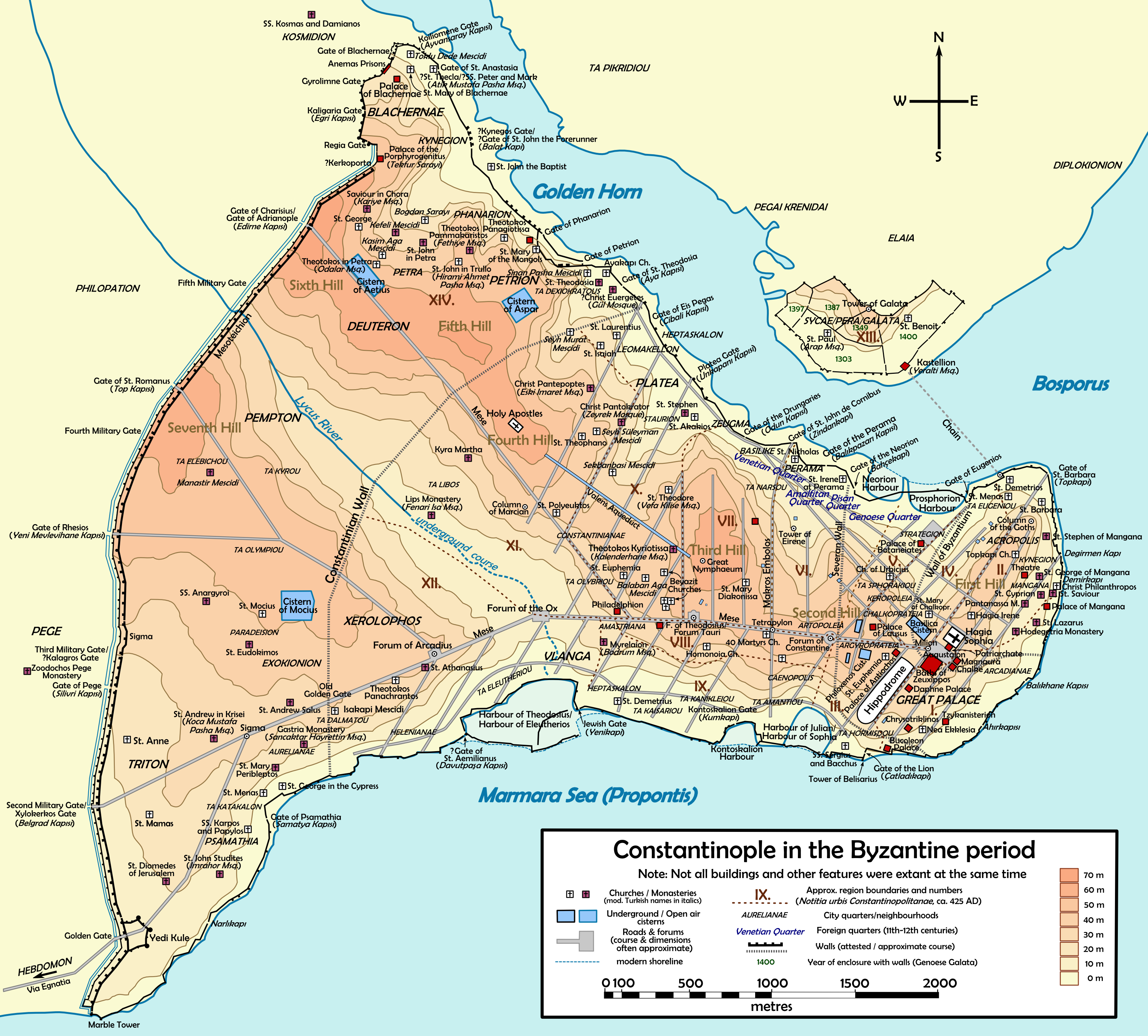
Karte des byzantinischen Konstantinopel

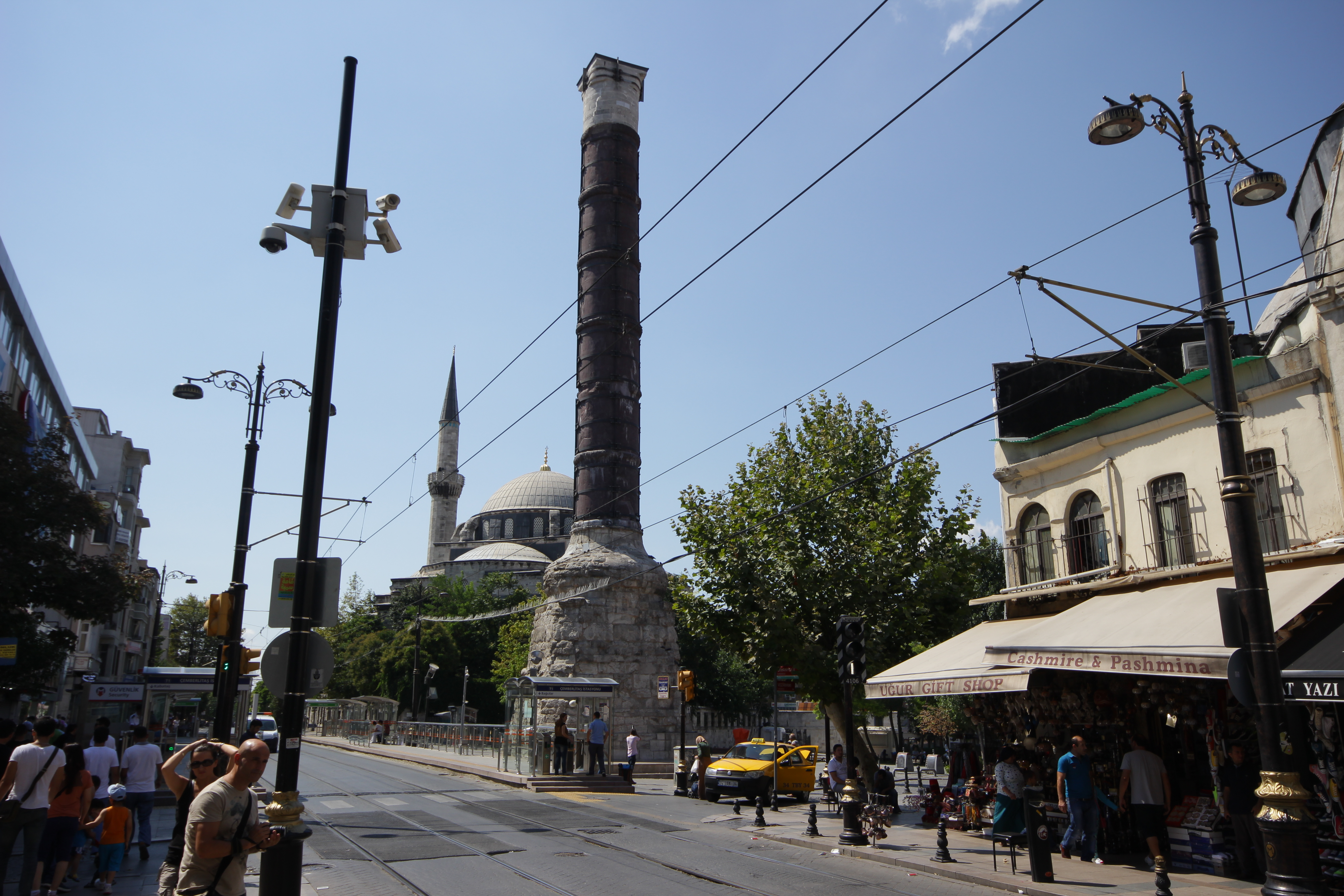
Yeniçeriler Caddesi und Konstantinssäule

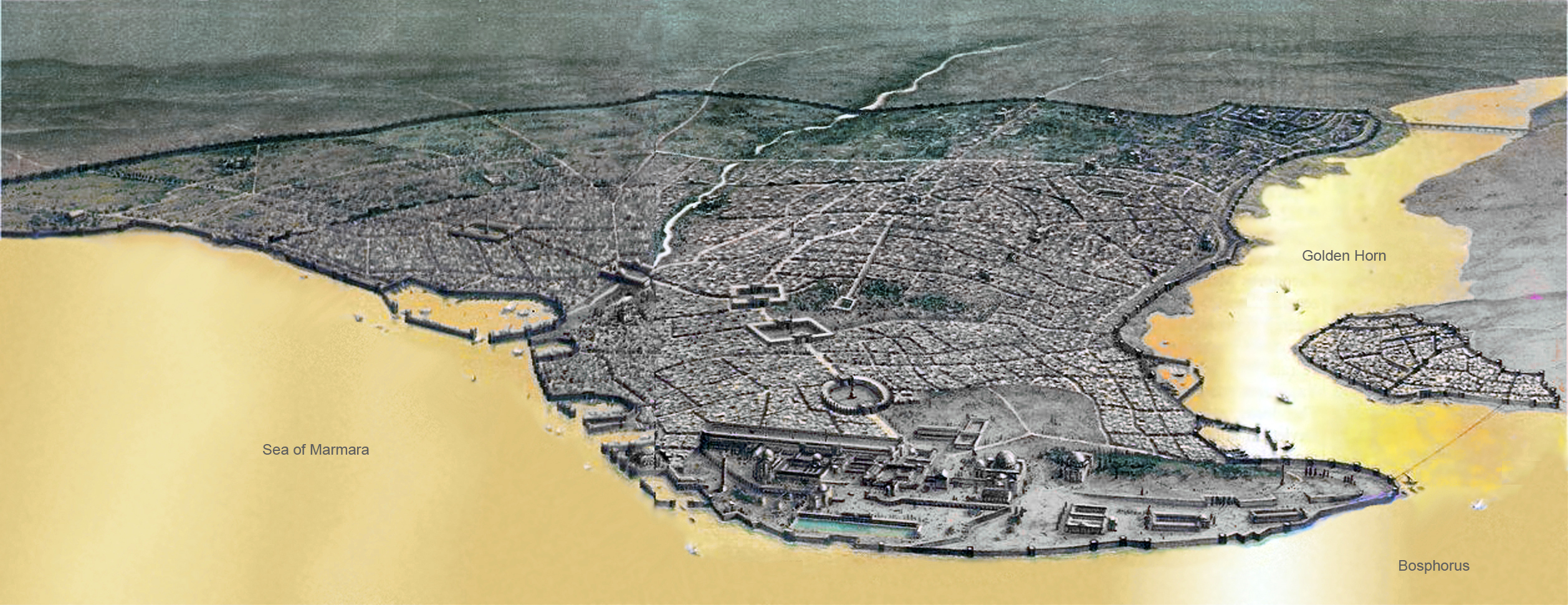
Konstantinopel in spätbyzantinischer zeit. Im Vordergrund der Große Palast und das Hippodrom, dahinter das runde Konstantinsforum

Das Konstantinsforum (griechisch Φόρος Κωνσταντίνου) war ein öffentlicher Platz im byzantinischen Konstantinopel. Im Zentrum des Platzes stand die Konstantinssäule, deren Schaft bis heute erhalten ist.

## Lage
Das Konstantinsforum lag auf dem zweiten Hügel Konstantinopels im Nordosten der Region VII und grenzte an die Regionen III, V und VI. Der Platz lag an der großen Hauptstraße Konstantinopels (Mese) zwischen Großem Palast und dem Theodosius-Forum direkt hinter der ersten Stadtmauer Byzantions. Heute liegt der Platz im Stadtviertel Çemberlitaş im Stadtbezirk Fatih an der Yeniçeriler Caddesi. An der Westseite des Platzes steht die Gazi-Atik-Ali-Pascha-Moschee, im Norden die Nuruosmaniye-Moschee und im Osten die alte Karawanserei Vezir Hanı.

## Geschichte
Das Forum wurde bei der Gründung Konstantinopels außerhalb der alten Stadtmauern von Byzantium errichtet und war Zentrum der neuen Stadt und deren Hauptstraße Mese. Der Platz war rund und hatte je ein monumentales Tor nach Osten und Westen. Das Forum blieb bis zum Vierten Kreuzzug (1203/04) intakt. Das Forum wurde 1203 von Kreuzrittern in Brand gesteckt und die Statuen im Jahr 1204 eingeschmolzen.

## Architektur
Das Konstantinsforum war ein runder Platz, der von Kolonnaden gesäumt wurde. Das Haus des Senats lag auf der Nordseite des Konstantinsforums, auf der Südseite ein Nymphäum. Zwei mächtige Bögen bildeten den Ein- und Ausgang zur Mese. Die Fassade war von vier Porphyr-Säulen bestanden.
Auf dem Platz standen zahlreiche Abbilder antiker Götter und mythologischer Gestalten, kaiserliche Porträts und christliche Figuren und Symbole. Der byzantinische Geschichtsschreiber und Staatsmann Niketas Choniates berichtete von einer bronzenen Athene-Statue, die der Athena Promachos in Athen ähnlich und von „unwiderstehlicher Schönheit“ gewesen sein soll. Diese flankierte mit einer Amphitrite oder Thetis den Eingang zum Senat. Im Nordwesten des Platzes standen Elefanten, eine Hera-Statue, sowie Helena und Paris. Am westlichen Eingang standen „Die römische Frau“ und „Die ungarische Frau“. Im Nordosten befanden sich ein Kreuz und eine Statue von Konstantin und seinem Sohn. Im Säulengang waren dort mehrere Kaiserporträts untergebracht. Am östlichen Eingang stand ein Kreuz, außerdem Statuen von Helena Augusta, Tyche mit einem Modius-Getreidemaß, Konstantin und zwei Victorien. Im Südosten standen Statuen von Tritonen und Nereiden, „Daniel in der Löwengrube“ und „Der gute Hirte“. Außerdem waren Porträts der Bischöfe Konstantinopels ausgestellt. Nach der Patria Constantinoupoleos soll die runde Form mit den Figuren Erde und Meer darstellen, an anderer Stelle soll die runde Form auf das Militärzelt Konstantins zurückgehen. Die klassischen Statuen am Forum Constantini waren Ausdruck der Tugenden des Kaisers.
In der Mitte des Platzes stand die teilweise bis heute erhaltene Konstantinssäule, die um 328 aufgestellt worden war. Auf der Säule stand ab 330 eine Statue von Konstantin dem Großen als Apollon, die jedoch mit den drei obersten Säulenelementen bei einem starken Sturm im Jahr 1150 herunterfiel. Die Statue wurde durch ein Kreuz ersetzt, das Manuel I. stiftete.